# As-majeur
As-majeur, As grote terts of As-groot (afkorting: As) is een toonsoort met als grondtoon as.

## Toonladder
De voortekening telt vier mollen: bes, es, as en des. Het is de parallelle toonaard van f-mineur.

## Bekende werken in As-majeur
- Das wohltemperierte Klavier (prelude en fuga nr. 17) - Johann Sebastian Bach
- Pianosonate nr. 12 (1800-1801) en nr. 31 (1821) - Ludwig van Beethoven
- Polonaise op. 53 (1842) - Frédéric Chopin
- Somebody to Love - Queen (1976) - Freddie Mercury